# Eugen Terente
Eugen Terente (n. 6 mai 1987, Bacău, România) este un deputat român, ales în 2020 din partea USR. 